# Echinochloa walteri
Echinochloa walteri là một loài thực vật có hoa trong họ Hòa thảo. Loài này được (Pursh) A.Heller mô tả khoa học đầu tiên năm 1900.

## Hình ảnh

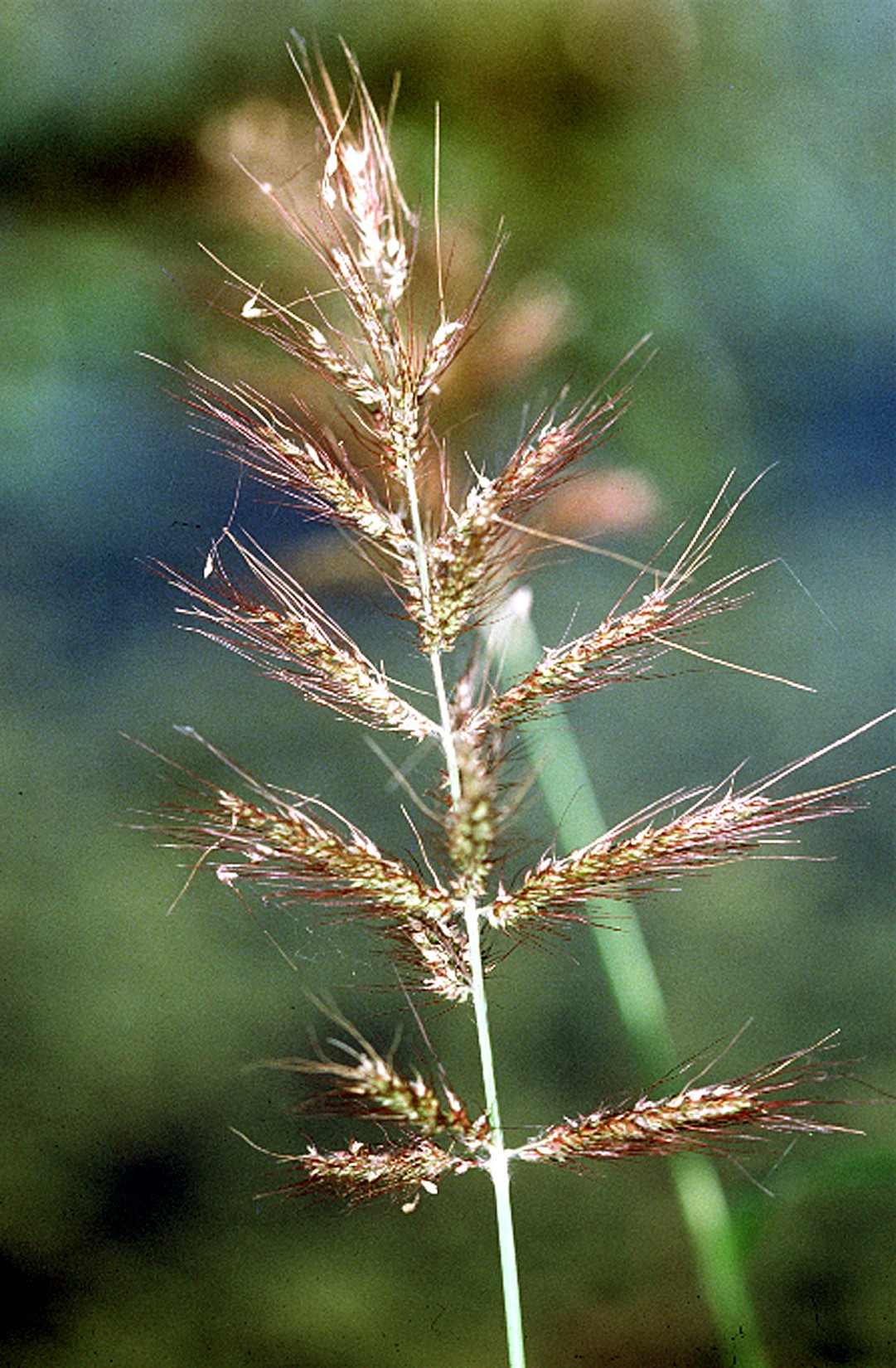
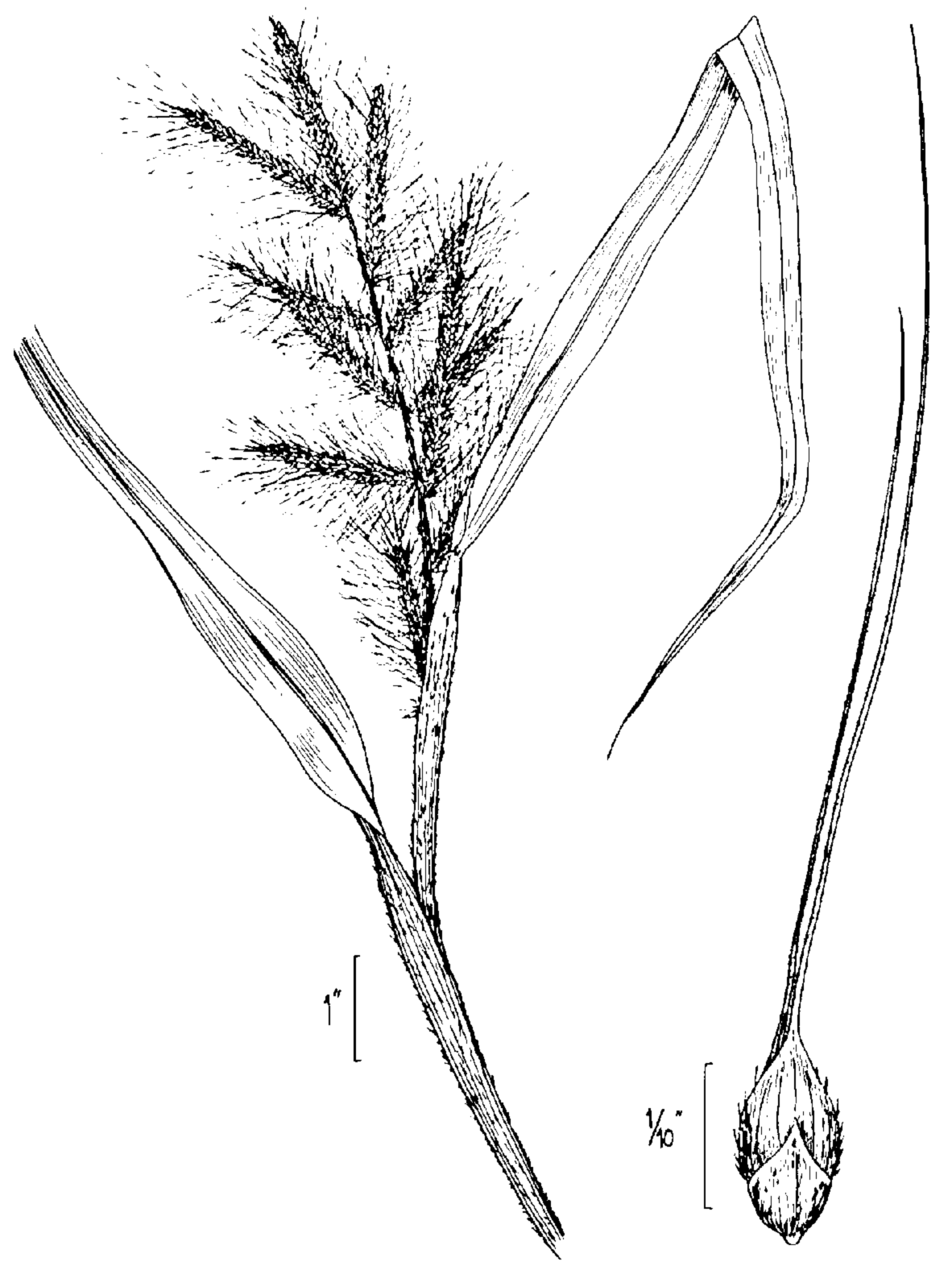
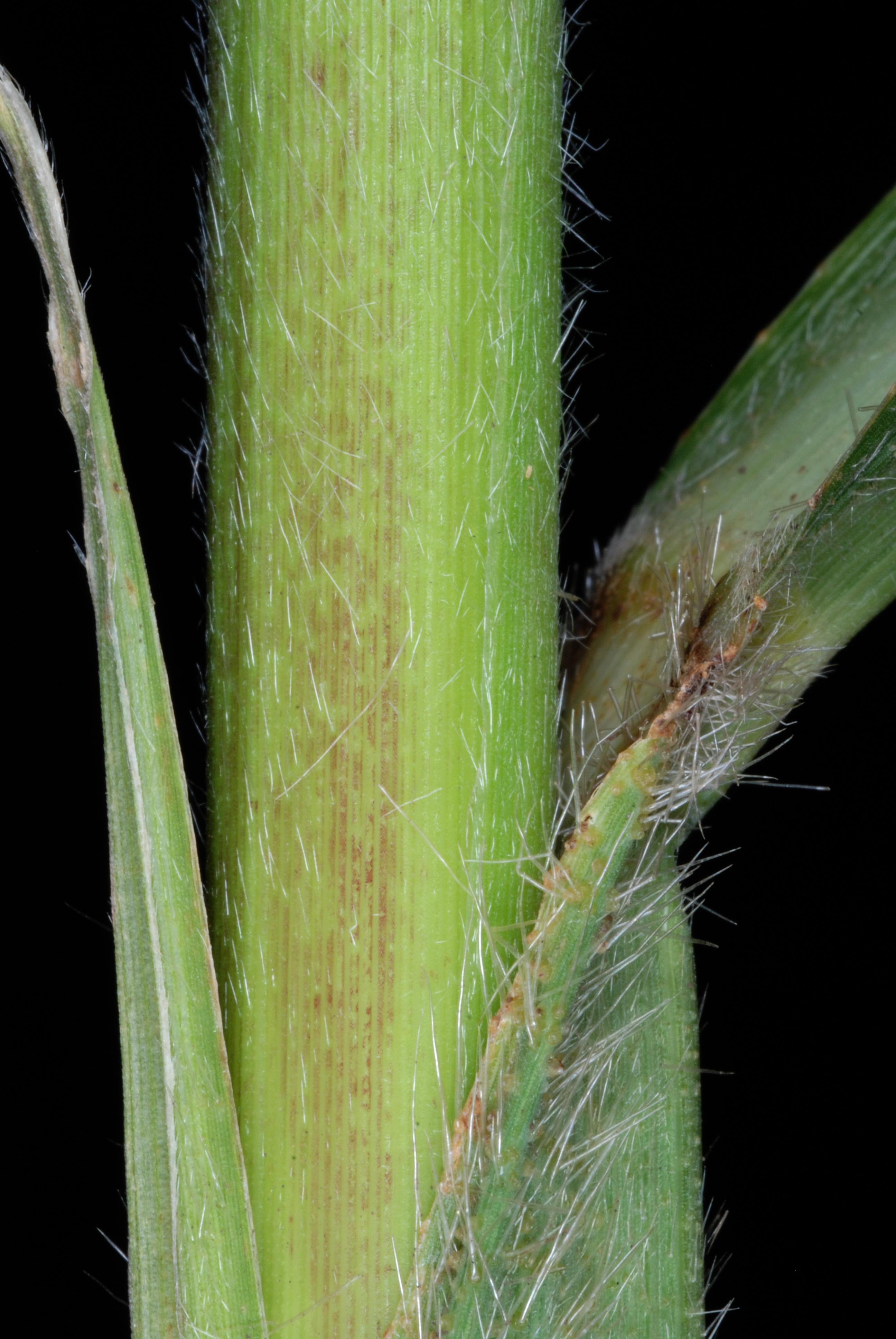
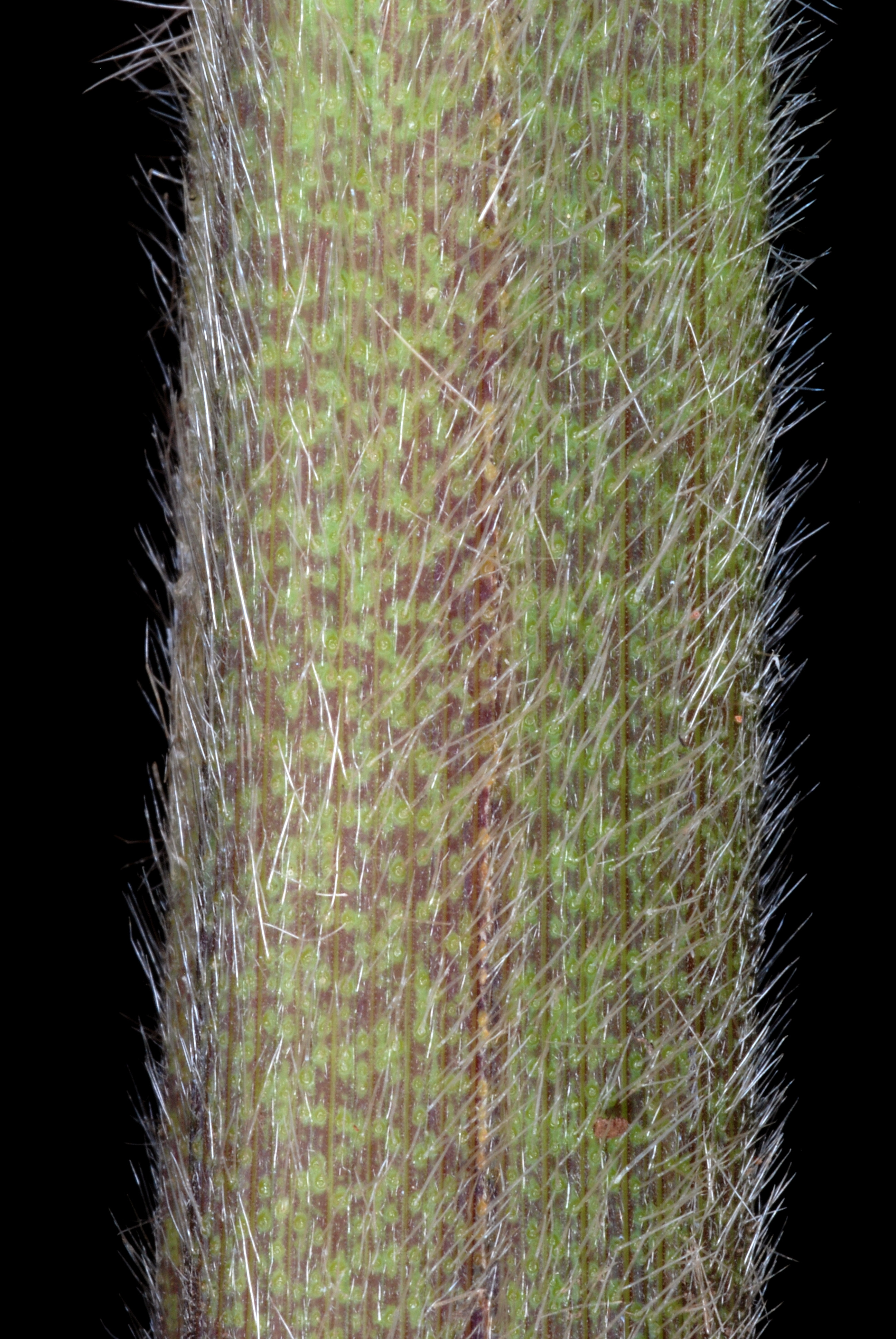